# Ayuda a la Iglesia Necesitada
Aid to the Church in Need (ACN), conocida también como Ayuda a la Iglesia Necesitada o Ayuda a la Iglesia que Sufre, es una organización católica internacional de la Santa Sede, que apoya a los cristianos necesitados o perseguidos por su fe en distintos países del mundo.
Bajo el auspicio del Papa Pio XII, fue fundada por el sacerdote neerlandés Werenfried van Straaten el día de Navidad del año 1947, para ayudar a los refugiados alemanes después de la Segunda Guerra Mundial.

## Posguerra
En aquella época, el premonstratense Werenfried van Straaten organizó la ayuda que partiría de Bélgica y los Países Bajos para sus vecinos alemanes. Catorce millones de personas fueron expulsadas de sus casas en las áreas alemanas del este, siendo reubicadas en cuatro zonas en las cuales los alojamientos eran demasiado pequeños y escaseaban los alimentos y la ropa. El padre Werenfried pidió la reconciliación con los antiguos pacifistas alemanes, así como el alimento y ropa para ayudarlos. El hecho de que él comprara al principio tocino a los agricultores flamencos, hizo que se le apodara "Padre tocino".
Con este objetivo, Van Straaten comenzó a pedir a los belgas una loncha de tocino, tomándola de la provisión familiar, para dársela a los refugiados alemanes.
En poco tiempo consiguieron llenar varios camiones con lonchas de tocino para ayudar a los alemanes. Otra de las acciones fue ayudar a los sacerdotes católicos que habían quedado detrás del muro. Para ello les facilitaba unas mochilas con todo lo necesario para realizar su labor pastoral y evangelizadora, gracias a los escolares flamencos que los apadrinaban. También a estos “sacerdotes mochila” les socorrieron con medios de locomoción como motos y después pequeños coches que les prestaban los estudiantes. Llegaron a ser en torno a unos 3.000 sacerdotes.
Tiempo después llegaron los coches-capilla, vehículos donde los sacerdotes daban misa y atendían a los parroquianos.
En el año 1951 se celebró el primero congreso de la Iglesia Necesitada en Hilversum, Países Bajos. Poco después, el fundador de Ayuda a la Iglesia Necesitada puso su atención en el Este de Europa, especialmente en Hungría y Polonia, entrevistándose con el cardenal Joseph Mindszenty, una vez liberado en Budapest, y también con el cardenal polaco Stefan Wyszynski.

## Años 60 y llegada a España
En 1961 la asociación comenzó a hacer llegar ayuda de emergencia a los refugiados que vivía en los regímenes comunistas de China, Corea del Norte y Vietnam. En 1962 en Padre Werenfried recibió una carta de petición de ayuda del cardenal arzobispo del Río de Janeiro, Este monje se tomó muy en serio esta llamada de ayuda y a partir de ese momento se sucedieron campañas como la distribución de biblias en Cuba, las casitas en Chile o los talleres en Brasil, entre otras.
En 1965 el padre tocino viajó al África Ecuatorial para conocer de primera mano la miseria, el hambre y la degradación moral existente en este continente. Una vez más tomó la decisión de actuar, lo primer que hizo fue fundar junto a la madre Hadewych, misionera del Santo Sepulcro, un nuevo instituto religioso de mujeres nativas de la región congoleña. El nombre de este instituto fue Hermanas de la Resurrección que se dedica a atender a la población que sufre persecuciones brutales debido a las luchas tribales.
La asociación llegó a España en 1965 bajo el nombre de Ayuda a la Iglesia Perseguida, que, en 1969, se convertiría en Ayuda a la Iglesia Necesitada.

## Actualidad
En 2011, el papa Benedicto XVI la elevó al rango de Fundación y aprobó sus estatutos. A la vez, la oficina española pasó a ser una sección de esta fundación, manteniendo el nombre de Ayuda a la Iglesia Necesitada.
Su principal publicación es el Boletín, en el que da a conocer las actividades y proyectos más importantes que apoya.
Su oficina central está ubicada en Königstein im Taunus y cuenta con oficinas en 24 países, siendo las más recientes las de Colombia, México, Malta y Corea del Sur.

## Misiones
Las 3 misiones de Ayuda a la Iglesia Necesitada son:
- Informar de la situación de los cristianos y el estado de libertad religiosa alrededor del mundo
- Orar por los cristianos que sufren
- Financiar proyectos relacionados con la Iglesia

Ayuda a la Iglesia Necesitada ofrece ayuda en más de 140 países cubriendo proyectos pastorales de los misioneros y religiosos que viven en estas naciones de necesidad y persecución.

## Organización
- Presidente Internacional

El cardenal Mauro Piacenza, designado por Benedicto XVI en 2011.
- Presidente Ejecutivo Internacional

Nombrado por el cardenal Piacenza en 2011, es Johannes Freiherr Heereman, quién estuvo en el cargo hasta el 2018. 
- Nuevo presidente de la Fundación Ayuda a la Iglesia Necesitada es el  Dr. Thomas Heine-Geldern (2018-2023)
- A partir del 14 de junio de 2023, la Fundación Pontificia Ayuda a la Iglesia Necesitada (ACN) será dirigida por Regina Lynch, quien durante muchos años ha sido directora de proyectos de ACN.
- Dirección Nacional (Uno por país)

En cada país existe un director y un presidente. En España Antonio Sáinz de Vicuña es el presidente de Ayuda a la Iglesia Necesitada, nombrado en enero de 2017 y el director es Javier Menéndez Ros, nombrado en agosto del 2006.

## Reconocimientos
- Camino a la Paz 2019: como "la organización líder en el mundo que pone palabras a la persecución que los cristianos están sufriendo en determinados lugares y, lo que es aún más importante, que responde con acciones”.